# 1567 w muzyce
Wydarzenia muzyczne w 1567 roku.

## Dzieła
- Claudio Merulo – Ricercari d’Intavolatura d’Organo, Libro primo

## Urodzili się
- 12 lutego – Thomas Campion, angielski muzyk (zm. 1620)
- 15 maja – Claudio Monteverdi, włoski kompozytor operowy (zm. 1643)
- 15 grudnia – Christoph Demantius, niemiecki kompozytor i teoretyk muzyki (zm. 1643)